# Contea di Stolberg-Roßla
La contea di Stolberg-Roßla ((DE)  Grafschaft Stolberg-Roßla) era una contea del Sacro Romano Impero. La sua capitale era Roßla, nell'attuale Sassonia-Anhalt in Germania. Era di proprietà e governato da un ramo del casato di Stolberg dal 1341 fino al 1803.
Lo Stolberg-Rossla derivò come partizione di Stolberg-Stolberg nel 1706. Fu costretto a riconoscere la sovranità dell'elettorato di Sassonia nel 1738. Stolberg-Rossla fu mediatizzata nella Sassonia nel 1803, ma passò al regno di Prussia nel 1815. Sebbene il territorio sia stato successivamente amministrato all'interno della provincia di Sassonia, i conti conservarono i loro possedimenti fino al 1945. Nel 1893 diventarono principi di Stolberg-Rossla.

## Sovrani di Stolberg-Rossla

### Principi Stolberg-Rossla[1]
- Botho, 1º principe 1893 (1850-1893)
  - Jost-Christian, 2º principe 1893-1916 (1886-1916)
  - Christoph Martin, 3º principe 1916-1949 (1888-1949)
    - Johann Martin, 4º principe 1949-1982 (1917-1982)

Il principe Alessandro di Stolberg-Wernigerode (nato nel 1967) è stato adottato dal ramo di Stolberg-Roßla. Ha un figlio maschio, il principe Ludwig (nato nel 2008), e tre femmine.